# Bärnstensvägen

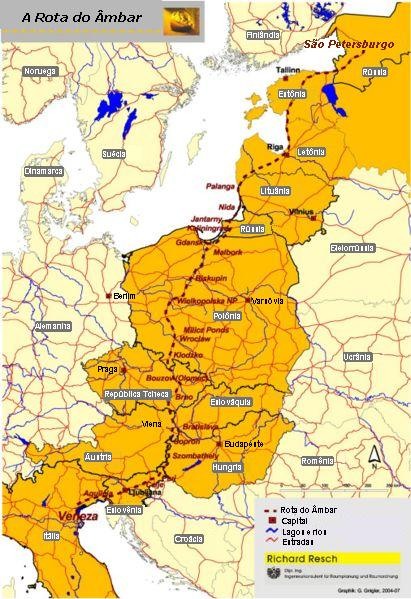
Bärnstensvägen.

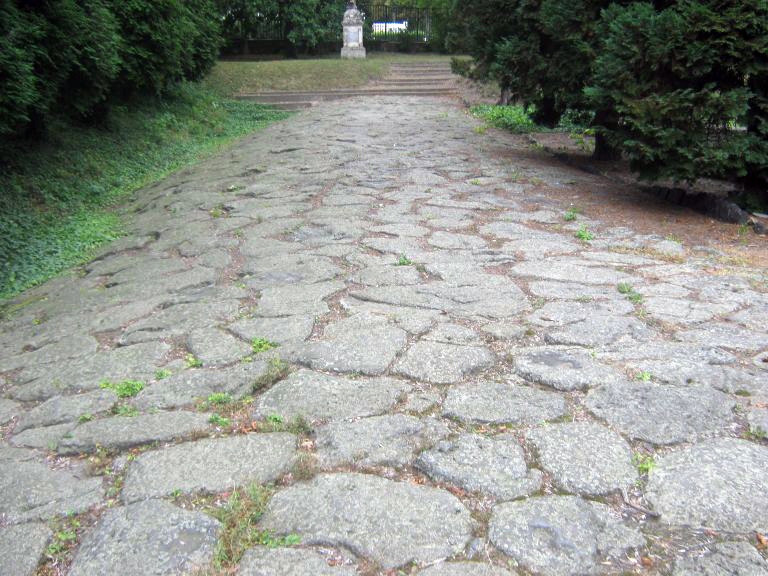
Bevarad romersk väg mellan Savaria och Romerska riket.

Bärnstensvägen var en handelsväg från norra Europa till Rom längs vilken man ända sedan bronsåldern färdades med sina varor.
“Guldet från norr” var mycket omtyckt av romerska köpmän och man har hittat bärnstenar från Östersjön i romerska gravar liksom man har påträffat romerska fynd av guld, silver och fint kläde i nordiska forntidsbosättningar. Det skapades flera bärnstensrutter från kärnområdet i norra Europa och den mest berömda gick genom nuvarande Polen och söderut i alltmer koloniserade trakter i det romerska riket.
Den baltiska kustens rikedom på bärnsten, som användes till smycken och andra prydnadsföremål, ledde tidigt till handel mellan Baltikum och Medelhavsområdet. I forngrekiska gravar har det gjorts fynd av bärnsten, daterade till cirka 1600 f. Kr. som visat sig härröra från Östersjökusten. På romarrikets tid uppstod den så kallade Bärnstensvägen som en livligt trafikerad handelsled mellan Norditalien och Östersjön.